# Діодор І Єрусалимський
Патріарх Діодор (грец. Πατριάρχης Διόδωρος ; у миру Даміанос Каріваліс, грец. Δαμιανός Γ. Καρίβαλης; 14 серпня 1923, Хіос, Греція - 19 грудня 2000, Єрусалим) - єпископ Єрусалимської православної церкви; з 1 березня 1981 року 139-й патріарх Єрусалимський і всієї Палестини.
Офіційний титул: Блаженніший і Всесвятіший Кір Діодор, Патріарх Святого граду Єрусалима та всієї Палестини, Сирії, Аравії, обонпол Йордану, Кани Галілейської та святого Сіону .

## Біографія
Народився 14 серпня 1923 року на острові Хіосі в багатодітній родині грецького священика. Там же здобув початкову освіту.
У жовтні 1938 року прибув до Єрусалиму, де продовжив освіту в Гімназії Святогробського братства, яку закінчив у 1943 році.
4 березня 1944 року патріархом Єрусалимським Тимофієм був пострижений у чернецтво на назвою імені Діодор.

### Священство
22 вересня в Кувуклії Святого Гробу Господнього архієпископом Аскалонським Василем був висвячений на сан ієродиякона і ніс дияконське служіння в Базиліці Різдва Христового у Вифлеємі.
5 жовтня 1947 року на Голгофі архієпископом Діокесарійським Іринархом висвячений у сан ієромонаха і призначений ігуменом монастиря в Преторії в Єрусалимі та секретарем Комісії з питань майна.
У 1952 Синодальним рішенням архімандрит Діодор був направлений в Афіни для навчання на Богословському Факультеті Афінського університету, після закінчення якого в 1957 повернувся в Єрусалим і був призначений викладачем Патріаршої Школи святого Димитрія, бібліографом і архіваріусом.
В 1958 був призначений начальником Церковного суду, а в 1959 - начальником Патріархійної Драгоманії.

### Архієрейство
10 листопада 1962 року Патріархом Венедиктом і членами Священного Синоду висвячений на архієпископа Ієрапольського з кафедрою в храмі святих Апостолів на Елеонській горі.
На початку 1963 року призначений Патріаршим Єпітропом (намісником) в Аммані та Східній Йорданії, де активно працював до обрання Патріархом, утримуючи за свій рахунок храм, школу, а також патріаршу резиденцію.

### Патріарство
16 лютого 1981 був обраний патріархом Єрусалимським, а 1 березня в храмі Воскресіння Христового в Старому місті відбулася його патріарша інтронізація.
2 вересня 1981 року відбувся його офіційний візит до Російської православної церкви, де він був удостоєний звання почесного доктора Ленінградської духовної академії.
У вересні 1982 року здійснив офіційний візит до США і був прийнятий президентом США Рональдом Рейганом.
У період патріарства Діодора продовжувалися активні відновлювальні роботи у будівлях Єрусалимської патріархії, особливо у храмі Воскресіння Христового. Були збудовані: нова будівля патріархії, нова Патріарша резиденція, храм святителя Миколая, патріарша школа та священичий дім в Акабі (Йорданія), відновлено зруйнований монастир Архангела Михаїла в Яффо, оновлено покрівлю Базилики Різдва Христового.
Досягнув відновлення традиційного Великого освячення Йорданських вод на місці Хрещення Господнього за Іоанно-Предтеченським монастирем між Мертвим морем та Єрихоном, яке було заміновано під час Шестиденної війни 1967 року. Таким чином, православне духовенство та віруючі стали вирушати у супроводі ізраїльської армії, яка розмінувала доступ до священної річки, на звичайне Велике водосвяття Йорданських вод у Водохрещений святвечір.
На вимогу Діодора Священний синод Єрусалимської православної церкви, «беручи до уваги наші неодноразові заклики як до окремих інославних, так і до всіх учасників діалогів на місцях припинити прозелітизм, а також наші гарячі протести, які не дали, однак, жодного позитивного результату», ухвалив рішення «з метою охорони нашої пастви припинити богословський діалог з усіма інославними взагалі, тобто з римо-католиками, англіканами, антихалкедонцями, старокатоликами, лютеранами та реформатами». Про це патріарх Діодор повідомив главам Помісних автокефальних православних церков у листі від 13 липня 1989 р..
2 жовтня 1989 року в грецькому монастирі святих Кіпріана та Юстини патріарх Діодор сказав: «Єрусалимська Патріархія ніколи не змінювала і не змінюватиме вчення, канони і догмати нашої Церкви. Ми й надалі готові працювати, а якщо знадобиться — і постраждати заради їхнього збереження. Загрози, які ми отримуємо щодня, і дії наших супротивників анітрохи не лякають нас. Ми залишимося непохитними вартовими, вірними вченню нашої Церкви». Така позиція патріарха Діодора призвела до суперечки між двома Константинопольською та Єрусалимською патріархіями. На особливу проблему перетворилися контакти Єрусалима з прихильниками старого стилю, а також відкрита підтримка, яку Єрусалим надає тим церковним парафіям в Австралії, які перебували в конфлікті зі своїм архієпископом Стіліаном (Харкіанакісом) . Найвищою точкою протистояння двох патріархій став Собор, що проходив у Стамбулі 30—31 липня 1993 року, на якому головував патріарх Варфоломій, була велика кількість єпископів і представників грецької діаспори всього світу. Цей Собор, по суті, був скликаний з метою засудити патріарха Діодора та його діяльність. Сам патріарх Єрусалимський не приїхав, заявивши, що, відповідно до священних канонів, патріарха Помісної церкви може судити лише Вселенський собор. Патріарх Діодор був засуджений за втручання у справи не своєї юрисдикції, «фракціоністську діяльність», змову проти Константинопольської патріархії та євхаристичне спілкування з «розкольниками та єретиками» а також спокусу та поділ грецького народу. Було припинено поминання Патріарха Діодора диптихах Константинопольського Патріархату, проте за «милістю та людинолюбством» йому було дано час на покаяння до свята Різдва Христового під загрозою позбавлення сану. Одночасно собор ухвалив рішення позбавити сану архієпископів Ісіхія (Кондоянніса) та Тимофія (Маргарітіса). Рішення цього собору було доведено до відома глав всіх Православних церков і викликали бурхливе обговорення, але жодна патріархія не висловила обурення. Наслідував протест зі Святої Гори Афон, проте інші великі монастирі мовчали. У той же час екуменічний курс був підтриманий всередині самої Єрусалимської патріархії: архієпископ Синайський Даміан (Самардзіс) після рішення Константинопольського собору 1993 припинив поминання патріарха Діодора. Відразу після Собору ім'я патріарха Діодора було викреслено з диптиха Константинопольської православної церкви.
Після того як уряд Греції виступив із заявою про припинення видачі Єрусалимської Церкви грошової допомоги, патріарх Діодор відмовився від організації екзархату в Австралії та в будь-яких інших країнах; його поминання в диптихах КПЦ було відновлено того ж року, а позбавлених сану кліриків відновили у своїй гідності. У 1995 році Патріарх Варфоломій здійснив візит до Єрусалимської Православної Церкви.
Останні роки життя тяжко хворів на цукровий діабет. 5 листопада 2000 року патріарх Діодор дав останній прийом з нагоди престольного свята Єрусалимської патріархії.
14 грудня 2000 року був доставлений до єрусалимської лікарні Хадасса Ейн-Карем з діагнозом мікроінфаркт.

### Смерть та похорон
У лікарні стан патріарха Діодора постійно погіршувався і 19 грудня 2000 він помер.
22 грудня в кафедральному храмі Єрусалимської патріархії святих рівноапостольних Костянтина та Олени патріарший місцеблюститель митрополит Корнілій (Родусакіс) очолив відспівування патріарха Діодора.
Після чину відспівування почалася траурна процесія до місця поховання. Труна з тілом Патріарха Діодора на руках була перенесена до будівлі Єрусалимської патріархії, де було здійснено заупокійну літію. Потім процесія пройшла через вірменський квартал до Оливкової гори. У монастирі в Малій Галілеї патріарх Діодор був похований у крипті храму святих Апостолів.